# Astragalus tscharynensis
Astragalus tscharynensis — вид квіткових рослин з родини бобових (Fabaceae). Ареал охоплює такі країни: Казахстан.

## Середовище
Ендемік Казахстану, де його було зафіксовано лише в горах Богута в басейні річки Чарин.